# Rio Dois Irmãos
O rio Dois Irmãos é um curso de água que banha o estado de Goiás, no Brasil. Ele desagua no  rio das Almas.